# ニック・フォールズ
ニコラス・エドワード・"ニック"・フォールズ（Nicholas Edward "Nick" Foles, 1989年1月20日 - ）は、アメリカ合衆国テキサス州オースティン出身の元アメリカンフットボール選手。ポジションはクォーターバック（QB）。
2013年第9週のオークランド・レイダース戦では、400ヤード以上を投げてパーフェクトQBレイティング（158.3）を記録した（NFL史上2人目）。また、パーフェクトQBレイティングと7TDを同時にあげた史上初めてのQBとなった。

## 経歴

### 高校時代まで
1989年にテキサス州オースティンで生まれた。高校はニューオーリンズ・セインツのQBドリュー・ブリーズが卒業したウェストレイク高校に入学した。高校時代は2年間の先発でパス5,658ヤード、56TDを記録し、ブリーズの持っていたチーム記録を破った。なお、この二人は2013-14年シーズンのNFLプレイオフで対戦する事になる。また、ボルチモア・レイブンズのキッカーであるジャスティン・タッカーとは高校時代のチームメイトだった。

### アリゾナ大学
高校卒業後、ミシガン州立大学に進学したフォールズはその後、アリゾナ大学に転校した。

### プロ入り後

#### フィラデルフィア・イーグルス
2012年ドラフトの3巡目（全体88位）でフィラデルフィア・イーグルスに指名された彼は、2012年5月21日にチームと4年契約を結んだ。
2013年第9週のオークランド・レイダース戦ではパス28回中24回成功、406ヤード、そしてNFL記録に並ぶ7タッチダウンパスをあげた。
2013年シーズンは2,891ヤードを投げ、27TD、2INT、QBレイティング119.2でチームをプレイオフへ導いた。
2014年11月2日のヒューストン・テキサンズ戦で鎖骨を骨折し全治6週間から8週間の怪我を負った。

#### セントルイス・ラムズ
2015年3月10日、QBサム・ブラッドフォードと2015年ドラフト5巡指名権と引き換えにセントルイス・ラムズへトレードされ、2017年シーズンまでの2年契約となった。
しかし、シーズンは11試合に先発してパスを2,052ヤードを投げ、7タッチダウン、10インターセプト、QBレイティング69.0と低調な成績で、途中からは先発QBを外された。
2016年度のドラフトでラムズが全体1位でQBジャレッド・ゴフを指名したことで関係が悪化し、オフシーズンのワークアウトをスキップした。その後、トレーニングキャンプ前の7月27日に解雇され、フリーエージェントとなった。

#### カンザスシティ・チーフス
2016年8月4日、カンザスシティ・チーフスと契約を結んだ。アレックス・スミスのバックアップとなった。第8週のインディアナポリス・コルツ戦で脳震盪により退場したスミスに代わり試合に出場した。第9週のジャクソンビル・ジャガーズ戦では先発QBを務めた。第10週からはスミスが先発QBに復帰している。2017年3月9日、フリーエージェントとなった。

#### フィラデルフィア・イーグルス（2度目）
2017年3月13日、フィラデルフィア・イーグルスと2年契約を結び、古巣に復帰した。イーグルスでは先発QBカーソン・ウェンツのバックアップを務めることとなった。チームが好調な中、第14週のロサンゼルス・ラムズ戦でウェンツが左膝前十字靭帯の断裂により途中退場したことから、フォールズが代わって試合に出場した。そのままプレーオフでも先発QBとしてプレーし、チームはスーパーボウルに進出、ニューイングランド・ペイトリオッツとの対戦に勝利しスーパーボウルMVPに選ばれた。
2018年には開幕戦でスターターをつとめるも、その後はウェンツにポジションを奪われる。だが終盤ウェンツの怪我により再びスターターに復帰し、チームをプレーオフに導いた。

#### ジャクソンビル・ジャガーズ
2019年3月13日、ジャクソンビル・ジャガーズと4年8,800万ドル（約98億円）の契約を締結した。同年9月8日、カンザスシティ・チーフスに40対26で黒星を喫した試合後、ヘッドコーチのダグ・マローンはフォールズが左鎖骨を骨折していると明かした。

#### シカゴ・ベアーズ
2020年3月18日、ドラフト4巡目指名権とのトレードで、シカゴ・ベアーズに移籍した。ベアーズでは、ミッチェル・トゥルビスキーと先発争いをすることになったが敗れて控えQBとなった。3週目のアトランタ・ファルコンズ戦の第3Qに交代出場、3回のパスタッチダウンをあげるなど、30-26の勝利に貢献した。翌週以降、先発QBとして起用された。第10週のミネソタ・バイキングス戦の第4Qに負傷退場、カートで運ばれた。第16週のジャクソンビル・ジャガーズ戦の途中から交代出場したがパスは1回しか投げなかった。
2021年シーズンはシーズンのほとんどを第3QBとして過ごし、ジャスティン・フィールズ、アンディ・ダルトンの2人が負傷した際の1試合だけの先発にとどまった。2022年5月1日ベアーズから解雇された。

#### インディアナポリス・コルツ
2022年5月23日、インディアナポリス・コルツと2年契約を結んだ。第15週までは控えQBとしてわずか2スナップの出場に留まっていたが、第16週のロサンゼルス・チャージャーズ戦で先発出場、143ヤードを獲得、3インターセプトを喫した。第17週のニューヨーク・ジャイアンツ戦でも先発出場したがケイボン・ティボドーにサックされた際に負傷した。
2023年5月5日に放出された。
2024年8月8日に現役引退を表明した。

## プレースタイル
「落とす角度まで調整している」と評される抜群のコントロールを持ち、ブロックもほぼ不可能な198cmの長身からレシーバーへ繰り出される正確無比なパスはフォールズの強力な武器である。
しかし、フォールズ以前にイーグルスで先発QBを務めていたドノバン・マクナブやマイケル・ヴィックのような足の速さも肩の強さもないため、唯一にして最大の武器であるコントロールを最大限に活かすためのコーチの起用法と手腕が求められる。
そんなフォールズの持ち味が最も活きるシステムがランパスオプションであり、ウェンツの離脱後、ダグ・ピーダーソンはフォールズのブレイクのきっかけとなった2013年にチップ・ケリーが採用していたシステムをチームに再導入し、それがフォールズの活躍とスーパーボウル制覇に繋がった。

## 人物
リバティ大学のオンライン大学院生であり、神学の修士号を取得している。フォールズは、アメリカンフットボール選手としてのキャリアの後には牧師になるつもりだと述べている。
フォールズは、2014年に元NFL選手のエヴァン・ムーアの妹であるトリ・ムーアと結婚した。 ムーアとは、2012年にイーグルスでチームメイトだった。2017年に長女が生まれた。
2018年6月26日、自叙伝『Believe It：My Journey of Success, Failure, and Overcoming the Odds』を執筆し上梓。発売後、ニューヨークタイムズのベストセラーリストで5位を記録した。

## 詳細情報

### 年度別成績

#### レギュラーシーズン
| 年度     | チーム   | 背 番 号 | 試合 | 試合 | パス      | パス      | パス      | パス        | パス             | パス | パス | パス          | ラン      | ラン        | ラン             | ラン | 記録              |
| 年度     | チーム   | 背 番 号 | 出場 | 先発 | 成功 回数 | 試投 回数 | 成功 確率 | 獲得 ヤード | 平均 獲得 ヤード | TD   | Int  | レイテ ィング | 試行 回数 | 獲得 ヤード | 平均 獲得 ヤード | TD   | 先発出場 試合勝敗 |
| -------- | -------- | -------- | ---- | ---- | --------- | --------- | --------- | ----------- | ---------------- | ---- | ---- | ------------- | --------- | ----------- | ---------------- | ---- | ----------------- |
| 2012     | PHI      | 9        | 7    | 6    | 161       | 265       | 60.8      | 1,699       | 6.4              | 6    | 5    | 79.1          | 11        | 42          | 3.8              | 1    | 1–5               |
| 2013     | PHI      | 9        | 13   | 10   | 203       | 317       | 64.0      | 2,891       | 9.1              | 27   | 2    | 119.2         | 57        | 221         | 3.9              | 3    | 8–2               |
| 2014     | PHI      | 9        | 8    | 8    | 186       | 311       | 59.8      | 2,163       | 7.0              | 13   | 10   | 81.4          | 16        | 68          | 4.3              | 0    | 6–2               |
| 2015     | STL      | 5        | 11   | 11   | 190       | 337       | 56.4      | 2,052       | 6.1              | 7    | 10   | 69.0          | 17        | 20          | 1.2              | 1    | 4–7               |
| 2016     | KC       | 4        | 3    | 1    | 36        | 55        | 65.5      | 410         | 7.5              | 3    | 0    | 105.9         | 4         | −4          | −1.0             | 0    | 1–0               |
| 2017     | PHI      | 9        | 7    | 3    | 57        | 101       | 56.4      | 537         | 5.3              | 5    | 2    | 79.5          | 11        | 3           | 0.3              | 0    | 2–1               |
| 2018     | PHI      | 9        | 5    | 5    | 141       | 195       | 72.3      | 1,413       | 7.2              | 7    | 4    | 96.0          | 9         | 17          | 1.9              | 0    | 4–1               |
| 2019     | JAX      | 7        | 4    | 4    | 77        | 117       | 65.8      | 736         | 6.3              | 3    | 2    | 84.6          | 4         | 23          | 5.8              | 0    | 0-4               |
| 2020     | CHI      | 9        | 9    | 7    | 202       | 312       | 64.7      | 1,852       | 5.9              | 10   | 8    | 80.8          | 16        | 1           | 0.1              | 1    | 2–5               |
| NFL：9年 | NFL：9年 | NFL：9年 | 67   | 55   | 1,253     | 2,010     | 62.3      | 13,753      | 6.8              | 81   | 43   | 87.1          | 145       | 391         | 2.7              | 6    | 28–27             |

- 2020年度シーズン終了時
- 太字は自身最高記録
- ■は各年度のリーグ最高記録

#### ポストシーズン
| 年度 | チーム | 試合 | 試合 | パス      | パス      | パス      | パス        | パス             | パス | パス | パス          | ラン      | ラン        | ラン             | ラン | 記録              |
| 年度 | チーム | 出場 | 先発 | 成功 回数 | 試投 回数 | 成功 確率 | 獲得 ヤード | 平均 獲得 ヤード | TD   | Int  | レイテ ィング | 試行 回数 | 獲得 ヤード | 平均 獲得 ヤード | TD   | 先発出場 試合勝敗 |
| ---- | ------ | ---- | ---- | --------- | --------- | --------- | ----------- | ---------------- | ---- | ---- | ------------- | --------- | ----------- | ---------------- | ---- | ----------------- |
| 2013 | PHI    | 1    | 1    | 23        | 33        | 69.7      | 5.9         | 195.0            | 0    | 2    | 105.0         | 1         | 3           | 3.0              | 0    | 0–1               |
| 2017 | PHI    | 3    | 3    | 77        | 106       | 72.6      | 971         | 9.2              | 6    | 1    | 115.7         | 5         | −2          | −0.4             | 0    | 3–0               |
| 2018 | PHI    | 2    | 2    | 43        | 71        | 60.6      | 467         | 6.6              | 3    | 4    | 70.6          | 3         | −1          | −1.0             | 1    | 1–1               |
| 計   | 計     | 6    | 6    | 143       | 210       | 68.1      | 1,563       | 7.4              | 11   | 5    | 97.4          | 8         | 0           | 0.0              | 1    | 4–2               |

- 2018年度シーズン終了時
- 太字はスーパーボウル出場
- ■はスーパーボウル制覇